# Goriano Valli
Goriano Valli è una frazione italiana di un centinaio di abitanti del comune di Tione degli Abruzzi (AQ), in Abruzzo.

## Geografia fisica

### Territorio
Il paese è situato a 673 m s.l.m. e dista circa tre chilometri e mezzo dal capoluogo comunale.
Il territorio, dominato dai rilievi del Sirente e attraversato dal fiume Aterno, è composto da alcuni nuclei urbani di piccole dimensioni, come Villa Cavallone, Villa Grande (Villagrande) e Villa Venditti.

## Origini del nome
Sull'origine del nome Goriano ci sono diverse ipotesi. La più accreditata, che accomuna Goriano Valli alla vicina Goriano Sicoli, è quella relativa al toponimo prediale gordianus (fundus gordianus), dal nome latino Gordiu a capo del possedimento terriero.

## Storia

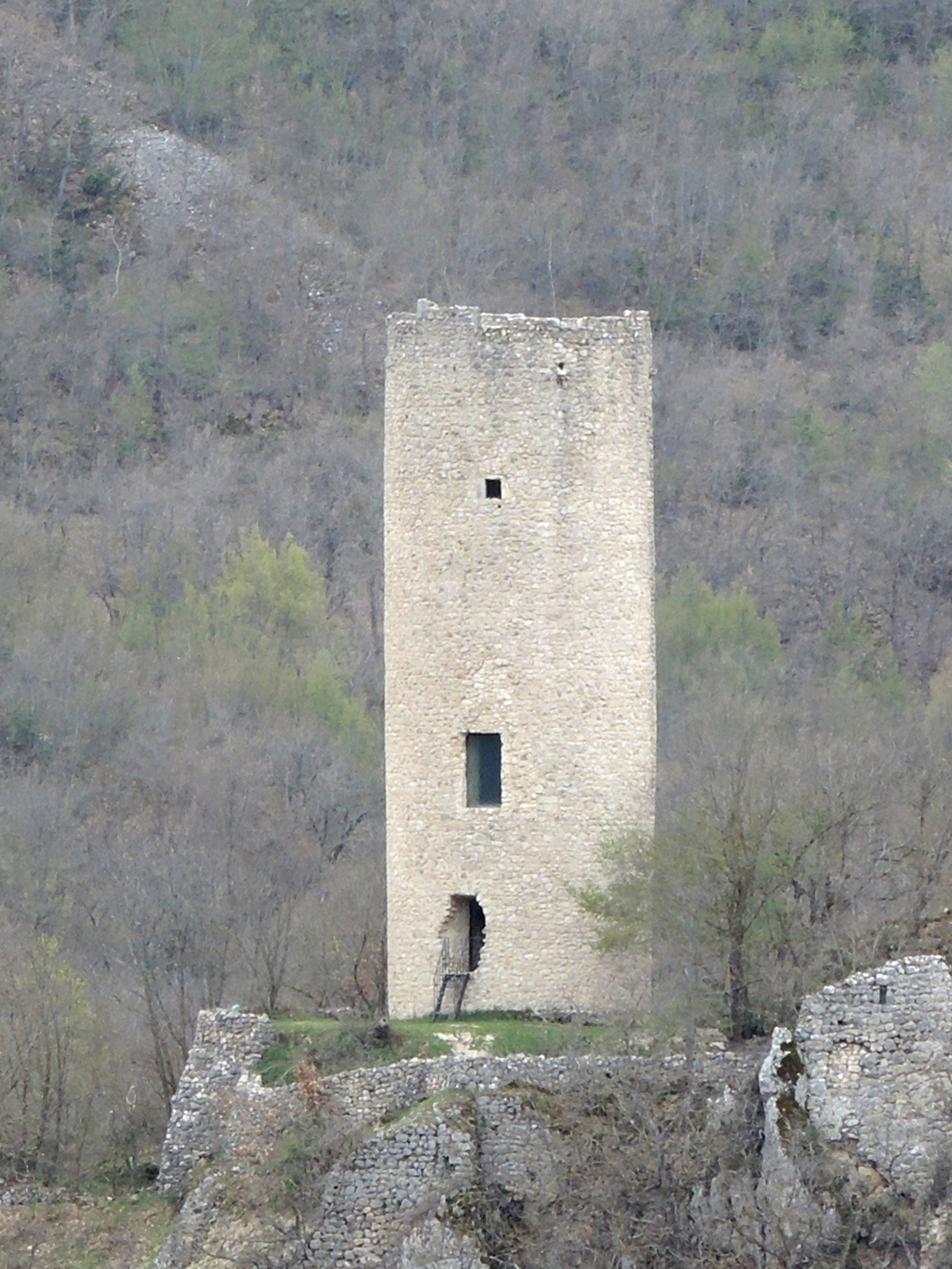
La torre di Goriano Valli

L'universitas di Goriano Valli è stata sottoposta nel periodo medievale al controllo di diverse signorie. Nel corso dell'XI secolo Teodino, conte di Valva e proprietario del castello di Gagliano, donò al monastero di Farfa i feudi di Cocullo, Goriano, Molina e Secinaro. Il Catalogus baronum attesta che il territorio appartenne in epoca normanna ai Berardi, conti di Celano. Insieme a Tione partecipò nel XIII secolo alla fondazione dell'Aquila, come riportato nelle Cronache aquilane di Buccio di Ranallo, contribuendo a fondare il quarto di Santa Giusta e l'omonima chiesa aquilana. Nella prima metà del Quattrocento fece parte a tutti gli effetti della diocesi aquilana, abbandonando la giurisdizione di quella valvense, mentre nel corso del Cinquecento fu uno dei feudi di Battista de Benedetti.
Per volontà della duchessa di Amalfi appartenne per un breve periodo a Girolamo Colucci, barone di Magliano e, successivamente, ai nobili napoletani Consalvo e Rodesico di Colli di Aldana; tra il Cinquecento e il Seicento alle famiglie Sannesio-Malaspina, nel corso del Seicento ad Andrea Colli di Aldana, a Clemente Sannesio e, fino al 1806, alla famiglia nobile dei Cocco.
A seguito dell'eversione feudale il paese fu incluso nel distretto di Aquila e successivamente nel circondario di Aquila degli Abruzzi, unitamente ai paesi del mandamento di Acciano. Alla fine dell'Ottocento fu inserito nel comune di Molina Aterno fino al 1948, quando venne aggregato al comune della più vicina Tione degli Abruzzi.

## Monumenti e luoghi d'interesse

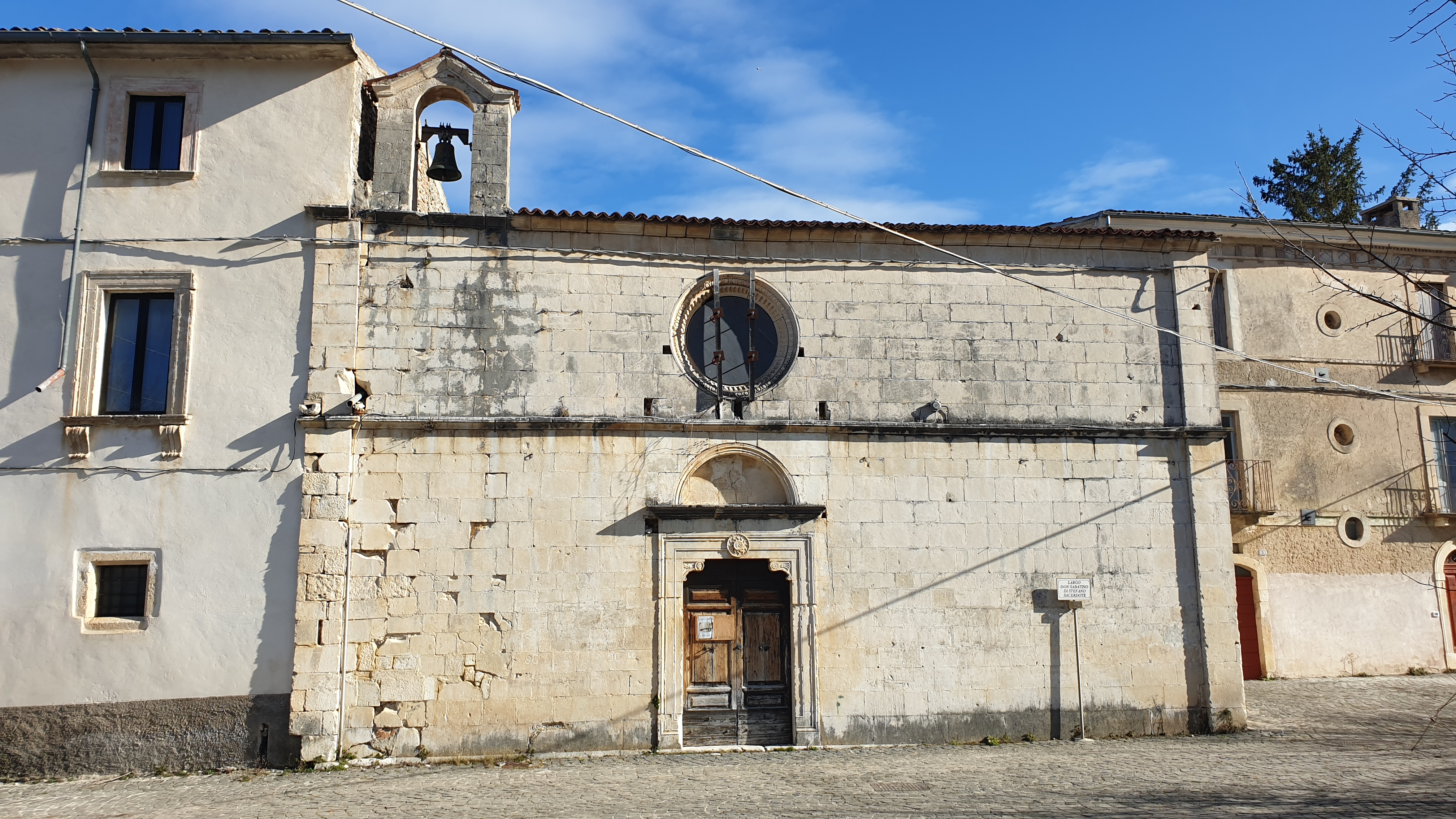
La chiesa di San Gaetano

### Architetture religiose
- Chiesa di Santa Giusta e convento dei francescani osservanti di San Giorgio (parrocchia dei Santi Giusta e Giorgio)[8], complesso religioso risalente tra il XV e il XVII secolo. È situato in località Colle di Santa Giusta a Villa Venditti.
- Chiesa di San Gaetano (XV-XVI secolo), situata in località Villa Cavallone. Conserva un affresco di Saturnino Gatti[9][10].
- Chiesa di Santa Lucia a Villa Venditti[11].
- Chiesa di Santa Maria della Ruota a Villa Grande[12].
- Ruderi della chiesa rupestre di San Cesidio.

### Architetture civili
- Palazzo Cocco, edificio ottocentesco dell'omonima nobile famiglia.

### Architetture militari
- Torre medievale, circondata dai ruderi del castello-recinto, si trova fuori dall'abitato, in comunicazione visiva con la torre medievale del limitrofo paese di Beffi, al di là del corso del fiume Aterno. La torre d'avvistamento fu edificata a scopo militare intorno al XII secolo; ha una pianta di forma circolare, con struttura a canna, del diametro di 6,72 m. Più volte restaurata, si sviluppa su un'altezza di 22,70 metri[13].

### Aree naturali
- Parco naturale regionale Sirente-Velino
- Valle dell'Aterno
- Laghetto di Villa Grande
- Sentiero del fiume Aterno, tratto compreso tra le torri di Beffi, Goriano Valli e la chiesa rurale di Santa Maria Silvana.

## Società

### Tradizioni e folclore
Annualmente, durante il periodo estivo, si celebra la festa, con riti religiosi e civili, in onore del santo patrono, san Cesidio.

## Cultura

### Musei
- MuDi, allestimento in alcuni edifici di diverse stazioni del museo diffuso del parco naturale regionale Sirente-Velino[14].

## Infrastrutture e trasporti

### Strade
La strada statale 261 Subequana attraversa  il territorio, collegando la conca aquilana con la valle Subequana. Il paese è servito dalla strada provinciale 46 di Tione.